# カレド・アブドゥッラフマーン
カレド・アブドゥッラフマーン（アラビア語: خالد عبدالرحمن、1988年9月10日 - ）は、アラブ首長国連邦出身の元サッカー選手。

## 概要
ムハンマド・アブドゥッラフマーン、オマル・アブドゥッラフマーンの兄である。三兄弟揃って現在アル・アインFCに所属していた。2019年にアル・アインを退団し現役を引退した。

## タイトル
- アラビアン・ガルフ・リーグ : 2012, 2013, 2015
- UAEプレジデントカップ : 2014
- アラビアン・ガルプ・スーパー・カップ（英語版） : 2012, 2015